# ماريو كابريرا
ماريو كابريرا (بالإسبانية: Luis Mario Cabrera Molina)‏ (9 يوليو 1956 في الأرجنتين - ) هو لاعب كرة قدم أرجنتيني في مركز الهجوم. لعب مع أتلتيكو مدريد ونادي قادش ونادي كاستييون وهوراكان.

## وصلات خارجية
- ماريو كابريرا على موقع قاعدة بيانات كرة القدم.إي يو (الإنجليزية)